# Stoffel Bollu
Stoffel Bollu (7 februari 1987) is een Vlaams voormalig acteur. Hij heeft in verschillende Vlaamse series geacteerd, zoals Familie en Spoed.

## Carrière
In 2001 speelde Bollu het autistische jongetje Wim in Spoed. Van 2003 tot 2009 vertolkte Bollu als jeugdacteur de rol van Kobe Dierckx in de soap Familie. In het najaar van 2007 werd Bollu derde in Sterren Op Het IJs. Hij schaatste samen met Holiday on Ice-ster Lindsey Woolstencroft. Na de show waren ze ook te zien in de Holiday on Ice-show Mystery voor gastoptredens.  
Van 2010 tot 2019 was hij als Lukas te zien in De Kotmadam. In 2024 kwam er een eenmalige comeback voor het laatste seizoen van De Kotmadam.
Na zijn acteercarrière werd hij actief in de human resources.